# Gwyn Staley 400 1964
Gwyn Staley 400 1964, även Gwyn Staley memorial 400, var ett stockcarlopp ingående i  Nascar Grand National Series (nuvarande Nascar Cup Series) som kördes 19 april 1964 på den 0,625 mile (1,005 km) långa ovalbanan North Wilkesboro Speedway i North Wilkesboro, North Carolina. Totalt avverkades 250 miles (402,336 km) fördelat på 400 varv. Banunderlaget var asfalt. Loppet vanns av Fred Lorenzen i en Ford på tiden 1:57.06 körandes för Holman-Moody. Lorenzens snitthastighet var 81,93 mph. Prispotten uppgick till 14 625 dollar, varav 3 950 dollar gick till segraren. Loppet är uppkallat efter stockcarföraren Gwyn Staley som förolyckades på Atlantic Rural Fairgrounds (nuvarande Richmond Raceway) 23 mars 1958 i ett lopp ingående i Nascar Convertible Division.

## Resultat
| Plc     | Nr | Förare           | Team/ bilägare        | Konstruktör | Start | Varv | Ledda varv |
| ------- | -- | ---------------- | --------------------- | ----------- | ----- | ---- | ---------- |
| 1       | 28 | Fred Lorenzen    | Holman-Moody          | Ford        | 1     | 400  | 368        |
| 2       | 11 | Ned Jarrett      | Bondy Long            | Ford        | 30    | 400  | 3          |
| 3       | 21 | Marvin Panch     | Wood Brothers Racing  | Ford        | 3     | 399  | 0          |
| 4       | 3  | Junior Johnson   | Fox Racing            | Dodge       | 6     | 395  | 0          |
| 5       | 16 | Darel Dieringer  | Stroppe Motorsports   | Mercury     | 4     | 395  | 25         |
| 6       | 41 | Buck Baker       | Petty Enterprises     | Plymouth    | 7     | 393  | 0          |
| 7       | 43 | Richard Petty    | Petty Enterprises     | Plymouth    | 2     | 392  | 0          |
| 8       | 1  | Billy Wade       | Bud Moore Engineering | Mercury     | 5     | 390  | 0          |
| 9       | 7  | Bobby Johns      | Shorty Johns          | Pontiac     | 13    | 389  | 0          |
| 10      | 5  | Jim Paschal      | Cotton Owens          | Dodge       | 12    | 389  | 0          |
| 11      | 6  | David Pearson    | Cotton Owens          | Dodge       | 9     | 386  | 0          |
| 12      | 49 | G.C. Spencer     | GC Spencer Racing     | Chevrolet   | 14    | 382  | 0          |
| 13      | 54 | Jimmy Pardue     | Burton-Robinson       | Plymouth    | 8     | 382  | 0          |
| 14      | 01 | Curtis Crider    | Curtis Crider         | Mercury     | 22    | 371  | 0          |
| 15      | 82 | Bill McMahan     | Casper Hensley        | Pontiac     | 18    | 366  | 0          |
| 16      | 34 | Wendell Scott    | Scott Racing          | Chevrolet   | 20    | 365  | 0          |
| 17      | 87 | Buddy Baker      | J.C. Parker           | Dodge       | 17    | 355  | 0          |
| 18      | 78 | Buddy Arrington  | Arrington Racing      | Dodge       | 16    | 352  | 0          |
| 19      | 40 | Bud Harless      | Fred Harless          | Pontiac     | 15    | 345  | 0          |
| 20      | 88 | Neil Castles     | Buck Baker Racing     | Chrysler    | 24    | 342  | 0          |
| 21      | 56 | Ken Anderson     | Walt Hunter           | Chevrolet   | 21    | 312  | 0          |
| 22      | 53 | Don Tilley       | David Warren          | Ford        | 26    | 240  | 0          |
| 23      | 19 | Cale Yarborough  | Herman Beam           | Ford        | 11    | 220  | 0          |
| 24      | 36 | Larry Thomas     | Wade Younts           | Dodge       | 10    | 158  | 0          |
| 25      | 23 | Bobby Keck       | E.B. Rich             | Ford        | 23    | 138  | 0          |
| 26      | 70 | LeeRoy Yarbrough | Paul Clayton          | Pontiac     | 29    | 69   | 0          |
| 27      | 60 | Bob Cooper       | Bob Cooper            | Ford        | 28    | 28   | 0          |
| 28      | 18 | Stick Elliott    | Toy Bolton            | Pontiac     | 27    | 4    | 0          |
| 29      | 86 | Jimmy Helms      | Buck Baker Racing     | Chrysler    | 25    | 2    | 0          |
| 30      | 91 | E.J. Trivette    | Jess Potter           | Chevrolet   | 19    | 0    | 0          |
| 31      | 22 | Fireball Roberts | Holman-Moody          | Ford        | -     | 0    | 0          |
| Källor: |    |                  |                       |             |       |      |            |